# Komala/Iraq
Komala (societat) fou un partit polític maoista kurd al Kurdistan Iraquià. Es va formar vers 1970 uns dos anys després que el seu homònim de l'Iran com un cercle del Partit Democràtic del Kurdistan conservant una doble estructura. Després del "Manifest de març" del partit Baath, que significava la garantia d'autonomia regional per als kurds al voltant de Jalal Talabani i Ibrahim Ahmad després de la Primera guerra kurdoiraquinana, van decidir tornar a unir-se al DPK. Després de la derrota dels peshmergues, el 1976 es va unir a la Unió Patriòtica del Kurdistan (UPK) que estava formant Jalal Talabani,
El seu primer cap fou Nawshirwan Mustafà, destacat cap militar de la UPK de la que després es va separar i posteriorment dirigent del Moviment pel Canvi. Després del "Manifest de març" de 1974, la garantia d'autonomia regional per als kurds del partit Baath, el "Partit dels revolucionaris" al voltant de Jalal Talabani i Ibrahim Ahmad van decidir tornar a unir-se al DPK. El seu nou secretari general, Šaswar Celal que creia que calia defensar una "unió de combat marxista-leninista a l'Iraq" que transcendís les fronteres ètniques, fou assassinat en 1978. De nou sota el lideratge de Nawschirwan Mustafa, el Komala va continuar existint com a part del reconstituït PUK, de la que era la principal organització, amb les seves pròpies estructures. Es va mantenir en la seva orientació marxista-leninista i va celebrar les seves pròpies conferències el 1981 i el 1982, però va participar en les estructures polítiques, periodístiques i militars de la PUK. A la seva primera conferència, el 1981, es va abstenir del seu objectiu de revolució socialista i independència territorial per al Kurdistan a favor de la demanda d'autonomia a l'Iraq. Després de la Raperîn el 1991, va ser formalment dissolta per Mustafa.